# Глінка (Сілезьке воєводство)
Глінка (пол. Glinka) — село в Польщі, у гміні Уйсоли Живецького повіту Сілезького воєводства.
Населення — 892 особи (2011).
У 1975-1998 роках село належало до Бельського воєводства.

## Демографія
Демографічна структура станом на 31 березня 2011 року:
|          | Загалом | Допрацездатний вік | Працездатний вік | Постпрацездатний вік |
| -------- | ------- | ------------------ | ---------------- | -------------------- |
| Чоловіки | 456     | 100                | 307              | 49                   |
| Жінки    | 436     | 88                 | 232              | 116                  |
| Разом    | 892     | 188                | 539              | 165                  |